# Homopliopsis dorri
Homopliopsis dorri är en skalbaggsart som beskrevs av Leon Fairmaire 1899. Homopliopsis dorri ingår i släktet Homopliopsis och familjen Melolonthidae. Inga underarter finns listade i Catalogue of Life.